# Joguina borneensis
Joguina borneensis là một loài côn trùng trong họ Chrysopidae thuộc bộ Neuroptera. Loài này được Kimmins miêu tả năm 1952.